# Ptenomela epipleurica
Ptenomela epipleurica är en skalbaggsart som beskrevs av Ohaus 1925. Ptenomela epipleurica ingår i släktet Ptenomela och familjen Rutelidae. Inga underarter finns listade i Catalogue of Life.